# Syrian
I Syrian sono un gruppo musicale synthpop italiano.

## Storia
Fondati nel 2001 da Lorenzo Bettelli (Voyager), realizzano nello stesso anno un disco autoprodotto dal titolo Sadness Deluxe, nel quale i pezzi hanno suoni orientati verso il rock gotico-elettronico. Nello stesso anno entra a far parte del gruppo il cantante e tastierista Andrea Peluso (Andylab) e lo stile musicale dei Syrian cambia, diventando decisamente più vicino al Synthpop/Electropop.
Nel 2001 i Syrian, dopo avere inviato i loro demo ad alcune case discografiche, firmano il loro primo contratto con l'etichetta statunitense A Different Drum, realizzando poi nel 2003 il loro primo singolo No atmosphere seguito dall'album De-Synchronized.
Nel 2004 realizzano i due singoli Space Overdrive e Cosmic Gate. Nello stesso anno firmano, per il mercato europeo, con l'etichetta tedesca Infacted Recordings e con quella sudcoreana Oi Music/Dreambeat, realizzando così altre due edizioni di "De-Synchronized".
Il 2005 vede l'uscita solo europea dell'EP Enforcer, che include i migliori pezzi contenuti nei precedenti singoli e una serie di nuovi remixes esclusivi, nonché un'ulteriore edizione dell'album "De-Synchronized" per l'etichetta russa AMG.
È dello stesso anno il concept album Kosmonauta, pubblicato negli USA da A Different Drum
e in Europa dalla Infacted, del quale esce nel 2006 una versione russa per Gravitator Records.
Nel 2007 esce infine l'album Alien Nation, sempre per A Different Drum (USA), Infacted
(Europa) e Gravitator Records (Russia). L'album contiene un brano, Supernova, che vede in veste
di guest vocalist Marian Gold, il cantante del celeberrimo gruppo tedesco Alphaville.
Il loro brano "MUSIKA ATOMIKA" fa parte della tracklist del gioco "DANCING STAGE UNIVERSE 2" per Xbox 360

## Stile ed ispirazioni
Caratteristica dei Syrian è che tutti i testi dei loro pezzi hanno un'ambientazione fantascientifica, ma malinconica e romantica, in cui l'infinito e il silenzio dell'universo fanno da cornice a sentimenti e pensieri, e ne accentuano la vena nostalgica. 
Da menzionare il "concept album" "Kosmonauta", dove esiste una tematica comune ed un filo conduttore narrativo tra i diversi pezzi. Il sottotitolo dell'album è infatti "An incredible intergalactic odissey through outer space". Il protagonista, il kosmonauta appunto, si ritrova unico superstite di un disastro climatico che rende impossibile la vita sulla terra. Egli riesce a fuggire e vaga attraverso il cosmo alla ricerca di un pianeta vivibile. Prima di impazzire in questa ricerca, riesce a modificare il proprio essere diventando un essere superiore, cibernetico e giunge infine ad un nuovo mondo. Ognuno dei pezzi rappresenta un capitolo di questa narrazione.

## Formazione
- Andrea Peluso (Andylab) - voce, sintetizzatori.
- Lorenzo Bettelli (Voyager) - sintetizzatori, programmazione.

## Discografia
- 2003: No Atmosphere (Single)
- 2003: De-Synchronized (Album)
- 2004: Space Overdrive (Single)
- 2004: Cosmic Gate (Single)
- 2005: Enforcer EP (EP)
- 2005: Kosmonauta (Album)
- 2007: Alien Nation (Album)
- 2012: Alternate and Remixed .01 (Compilation)
- 2013: Death of a Sun (Album)
- 2014: Supernova (Club Rework) (Single)
- 2016: Alternate and Remixed .02 (Compilation)
- 2018: Sirius Interstellar (Album)